# 字幕編集ソフト

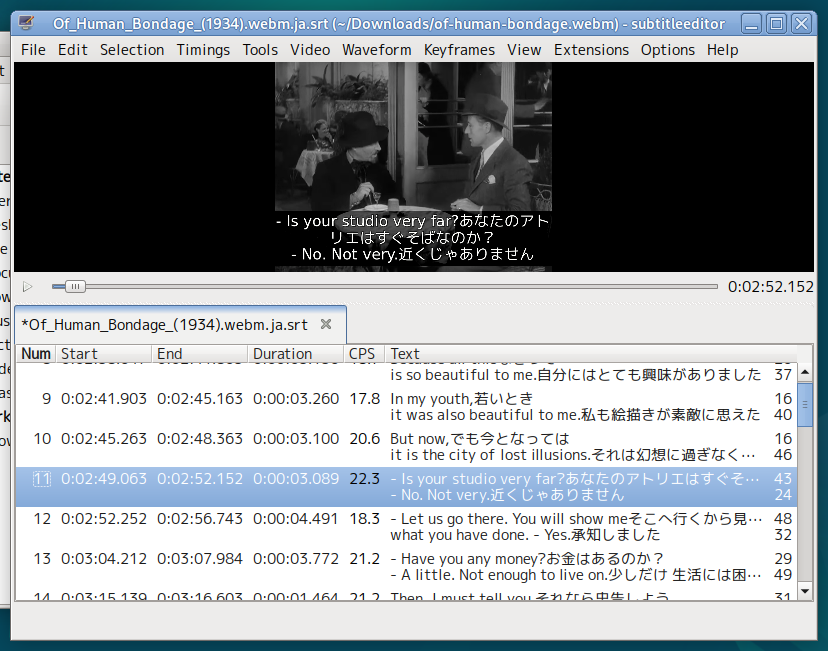
[スクリーンショット（一例）:Subtitle Editor (subtitleeditor)

字幕編集ソフト（じまくへんしゅうソフト、字幕エディタ）とは、映像に重ねて表示したり、映像と同期させたりする字幕を作成・編集するためのソフトウェアである。こうしたエディタは通常、動画のプレビュー、文字の簡易な入力/編集、開始や終了時間の簡単な入力/編集、テキストのフォーマットや表示位置の操作を可能にする。字幕エディタは、スタンドアロンのアプリケーションとして、多くのビデオ編集ソフトウェア関連のコンポーネントとして、あるいはウェブアプリケーションとして利用できる。

## 目的
テレビにおいては、字幕は画面の説明や翻訳、聴覚障害者への配慮、ニュースの場所や人物を特定する目的で使用される。映画では、字幕は主に外国語を翻訳するために使用される 。字幕は、画面上のアクションに関する有益な詳細を提供するために頻繁に使用される。字幕はインタビュー対象の名前やタイトル、ディスカッションのトピックの変更、ウェブサイトや電子メールアドレスの提供、コメント提供者の情報を扱うためや、料理番組などの解説、あるいは画面上のユーモラスな効果などのために使用される。
編集中の各字幕は、テキスト、開始時間、終了時間または経過時間、オプションのテキストスタイルと配置から構成される。
編集に係る時間はビデオのフレーム、ミリ秒、または時：分：秒.フレーム/ミリ秒のいずれかで計測される。正確なフォーマットと区切り文字（コロン、ピリオド、カンマなど）は、選択した字幕のフォーマットによって決定します。対応可能な字幕エディタであれば、ある時間計測システムを別の計測システムにエラーなく変換することができる。

## 字幕エディタの機能
字幕編集可能なエディタには以下の機能が通常備わっている。
- 多彩なビデオフォーマットの表示、各種多様な字幕ファイルフォーマットの読み込みと保存が可能。
- ビデオプレビュー：ビデオと字幕の同時再生・同期再生、一時停止/再生、微調整機能：ジョグ/シャトル/スローモーション。
- 文字入力およびその編集作業
  - 名前などを修正するためのテキストの検索と置換。
  - 綴りのチェック
  - UTC-8、Unicode などへのテキストエンコード変換。
- 字幕の表示時間の変更
- 字幕または字幕のブロックを時間的に前後移動。
- 字幕のフォーマット変更 (MicroDVD（英語版）、MPSub、SubRipなど)
- 時間ベースのフレームレートの変更。24、25、29.995、30など

放送局が使用するエディタにはさらに以下の機能が追加されている場合がある。
- 音声テキスト変換機能として、オフライン字幕の作成、あるいはライブリスピーキング。
- 手動キュー - 様々な出力機器にて、ユーザは字幕を手動で「再生」することが可能。
- ライブ字幕 - ライブ番組用にリアルタイムで字幕を作成します。通常、何らかの高速なタイピング方法（ステノ、ショートフォーム、リスピーキングなど）によって作成され、字幕は番組と一緒に外部システムに送信される。

詳しくは字幕の一般的な説明を参照。
すべてのエディタが、ビデオフォーマット、字幕フォーマット、使いやすさといった点で等しく柔軟に扱えるとは限らない。

## 字幕エディタの一例
- Aegisub（英語版） - フリー。 Linux, OS X, Windows.
- Amara - フリー。
- Gnome Subtitles（英語版） - フリー。
- Subtitle Edit（英語版） - フリー、オープンソース(GPL ライセンス)。
- Subtitle Editor - フリー、オープンソース(GPL ライセンス)。[5]
- Subtitle Composer（英語版） - フリー、オープンソース、KDE プロジェクトの一部。

## 関係するソフトウェア
- SubRip - フリー。これはエディタではないが、光学式文字認識技術によって VOB 形式または字幕付きのビデオファイルから字幕を抽出し、字幕ファイルを作成するために使用する[6]。
- Avidemux - フリー。Avidemux は、SubRip のように字幕を抽出する目的で使用するビデオ編集ソフトウェアである[6]。
- VobSub（英語版）/VSFilter/DirectVobSub - エディタではなく、ビデオ再生中に字幕を表示する Windows OS 用アドオン（DirectX フィルタ）である。